# Kanton Grostenquin
Grostenquin is een voormalig kanton van het Franse departement Moselle. Het kanton maakte deel uit van het arrondissement Forbach. Op 22 maart 2015 werden zowel het kanton als het arrondissement opgeheven. De gemeenten werden opgenomen in het kanton Sarralbe maar werden onderdeel van het arrondissement Forbach-Boulay-Moselle; de overige gemeenten in het kanton Sarrable bleven onderdeel van het arrondissement Sarreguemines.

## Gemeenten
Het kanton Grostenquin omvatte de volgende gemeenten:
- Altrippe
- Baronville
- Bérig-Vintrange
- Biding
- Bistroff
- Boustroff
- Brulange
- Destry
- Diffembach-lès-Hellimer
- Eincheville
- Erstroff
- Frémestroff
- Freybouse
- Gréning
- Grostenquin (hoofdplaats)
- Guessling-Hémering
- Harprich
- Hellimer
- Landroff
- Laning
- Lelling
- Leyviller
- Lixing-lès-Saint-Avold
- Maxstadt
- Morhange
- Petit-Tenquin
- Racrange
- Suisse
- Vahl-Ebersing
- Vallerange
- Viller